# American Colonization Society
Die American Colonization Society (deutsch „Amerikanische Kolonialisierungsgesellschaft“) war eine der amerikanischen Kolonialisations-Gesellschaften, die sich im 19. Jahrhundert die „Rückführung“ eines Teils der in den Vereinigten Staaten lebenden freien Schwarzafrikaner in Afrika zum Ziel gesetzt hatte.

## Geschichte

### Die Gründung der ACS
Die American Colonization Society  wurde 1816 auf Initiative des amerikanischen Geistlichen Robert Finley hin gegründet. Die Gründung der Gesellschaft stellte einen Versuch dar, vor allem zwei Gruppen in den USA zufriedenzustellen, die sich in den Anfängen des 19. Jahrhunderts bezüglich der Frage der Sklaverei unversöhnlich gegenüberstanden.
Eine der beiden Gruppen bestand aus Philanthropen und Missionaren, deren Absicht es war, die afrikanischen Sklaven und deren Nachkommen zu befreien und ihnen eine Rückkehr nach Afrika zu ermöglichen. Die andere Gruppe bildeten Sklavenhalter und Sklavenhändler, die allein schon die Vorstellung von freien schwarzen Bürgern derart in Unruhe versetzte, dass sie sie so weit wie nur möglich von Amerika entfernt wissen wollten.
Gemeinsam war beiden Gruppen die Überzeugung, dass freie Schwarze unmöglich in die weiße Gesellschaft der USA integrierbar seien. John Randolph, ein bekannter Sklavenhalter, sah in freien Schwarzen nichts anderes als „Förderer gesellschaftlicher Unruhen“. Zu dieser Zeit lebten etwa zwei Millionen Schwarze in den USA, von denen ungefähr zehn Prozent frei waren. Auch Henry Clay, ein Kongressabgeordneter aus dem Süden, der mit den freien Schwarzen sympathisierte, räumte ein, dass aufgrund „unüberwindbarer Vorurteile“ gegen ihre Hautfarbe den Schwarzen niemals die Möglichkeit gegeben würde, den Weißen des Landes gleichberechtigt gegenüberzustehen.
Ein weiterer Beweggrund für die Gründung der Kolonialgesellschaft war, dass sich ein Boom im Handel mit afrikanischen Rohstoffen abzuzeichnen begann, so dass amerikanische und britische Kaufleute einen Brückenkopf in Afrika bilden wollten.

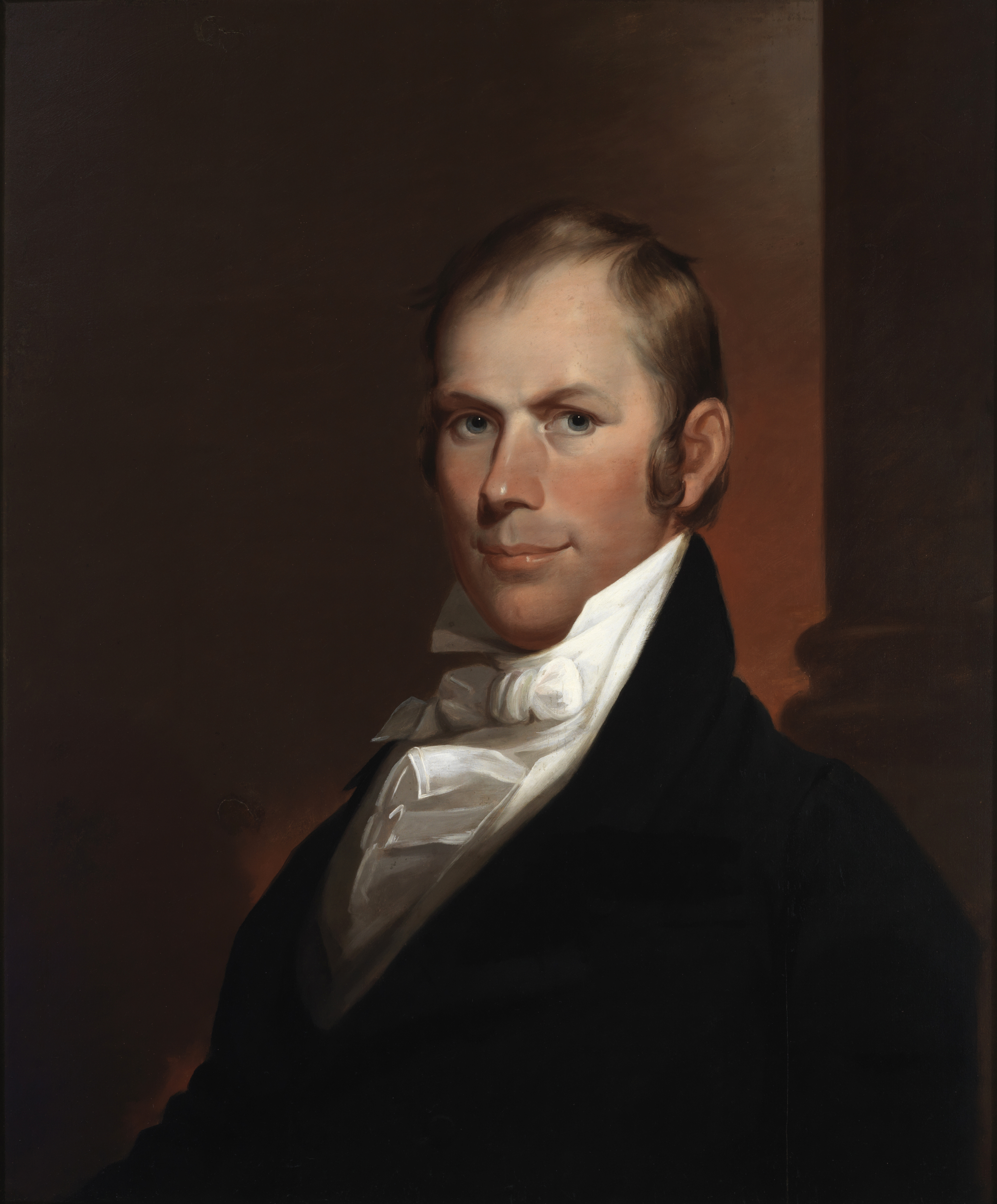
Henry Clay

Am 21. Dezember 1816 versammelte sich eine Gruppe prominenter Vertreter der weißen Oberschicht zur Gründung der Gesellschaft im Davis Hotel in Washington D.C. Unter anderem waren James Monroe, Bushrod Washington, Andrew Jackson, Francis Scott Key und Daniel Webster anwesend. Henry Clay führte den Vorsitz der Gründungsversammlung.

### Die ersten Jahre
In den folgenden drei Jahren sammelte die Gesellschaft vor allem durch den Verkauf von Mitgliederzertifikaten beachtliche Summen. Darüber hinaus drängten die Mitglieder der Kolonialgesellschaft den Kongress und den Präsidenten, die Gesellschaft finanziell zu unterstützen. So kam es, dass sie im Jahre 1819 die Summe von 100 000 Dollar vom Kongress erhielten. Im Januar 1820 stach schließlich das erste Schiff, die Elizabeth, von New York in Richtung Westafrika in See. An Bord waren drei weiße Verantwortliche der Kolonialgesellschaft sowie 88 schwarze „Heimkehrer“.

### Das Projekt Liberia
Dank amerikanischer und britischer Militäraktionen erhielt die ACS eine Konzession an der westafrikanischen Küste, die bisher Pfefferküste genannt wurde. Das ursprüngliche Kalkül der ACS, die aus Amerika herübertransportierten Sklaven als billige Arbeitskräfte zu benutzen, ging nicht auf.  Stattdessen gründeten diese mit geliehenem Kapital selbst Handelshäuser und errichteten in Liberia ein Regierungssystem, das auf Zwangsarbeit und Unterdrückung beruhte, wie sie es selbst am eigenen Leib in den USA kennengelernt hatten. Im Laufe der Jahrzehnte bildete sich daraus die politische Elite Liberias, die die ursprüngliche Bevölkerung des Landes nicht an der Macht teilhaben ließ.

### Weitere Kolonien in Afrika und Nordamerika
Bereits 1829 entstand nach dem Vorbild der ACS die Indiana Colonization Society. Auch diese Organisation hatte das Ziel, den Afroamerikanern eine neue Heimat zu schaffen, in diesem Fall wurde das Indiana-Territorium im Zentrum des nordamerikanischen Kontinentes gewählt, da man erkannt hatte, dass die Repatriierung nach Afrika nur für einen begrenzten Zeitraum und Personenkreis möglich sein würde. Gleichzeitig hatten sich im ACS mehrere Bundesstaaten für eigene Projekte an der westafrikanischen Küste ausgesprochen, von diesen schaffte aber lediglich Maryland in Liberia eine kurze eigenstaatliche Entwicklung, bevor es in dem Staat Liberia aufging.

### Die Unabhängigkeit Liberias
Am 26. Juli 1847 erklärte der erste Kongress Liberias die Unabhängigkeit des Landes. Joseph Jenkins Roberts, der bisherige Gouverneur, wurde zum ersten Präsidenten gewählt. Die politische Macht blieb auf Kosten der autochthonen Bevölkerung in den Händen der aus den USA eingewanderten befreiten Sklaven, die später eine Art „schwarze“ Apartheid errichteten. Die übereilte staatliche Unabhängigkeit der Kolonie wurde erforderlich, da die führenden europäischen Kolonialmächte Großbritannien und Frankreich die ACS-Gouverneure in Monrovia unter Druck setzten, ein wesentlicher Teil der Einkünfte der Kolonie Liberia stammte aus diesen Staaten und wurde mit Zöllen und Gebühren „erwirtschaftet“. Die Unabhängigkeitserklärung Liberias hatte aber zur Folge, dass ein Teil der amerikanischen Förderer der ACS ihre Ziele erreicht sahen und der Gesellschaft die finanzielle Unterstützung entzogen. Auch die innenpolitische Lage in den USA hatte negative Auswirkungen auf die ACS, das 1850 in Kraft getretene Fugitive Slave Law sorgte für großen Unmut, denn es erweiterte die Rechte der Sklavenhalter und Sklavenfänger in Bezug auf entflohene Sklaven.
Mit der staatlichen Anerkennung Liberias 1862 durch Präsident Abraham Lincoln stieg auch die Zahl der übersiedlungswilligen Afroamerikaner wieder an. Ein Grund mag im Verlauf des amerikanischen Bürgerkrieges (1861–1865) zu suchen sein, in dem zunächst die Südstaaten militärische Erfolge errangen. In dieser Zeit entstand die Underground Railway, eine Geheimorganisation, die entflohenen und verfolgten Afroamerikanern bei ihrer Flucht in den Norden half.

### Die ACS im 20. Jahrhundert
In den 1920er Jahren verschlechterte sich das Verhältnis der ACS zur liberianischen Regierung. Als ein Tiefpunkt gilt der Fernando-Po-Skandal. Dieser eklatante Beleg für systematische Menschenrechtsverstöße gelangte bis vor den Völkerbund und hatte eine weltweite Ächtung Liberias zur Folge.
Ein zweites Indiz war die nachlassende Bereitschaft zur Aufnahme von Übersiedlern durch die liberianischen Regierungsbehörden. Man befürchtete offenbar durch den wieder anwachsenden Zustrom von liberal eingestellten Zuwanderern um den eigenen Machterhalt.
Die ACS bestand als Organisation in den USA bis 1964. Als sie sich auflöste, übergab man das umfangreiche Archivmaterial dem Staatsarchiv Library of Congress. Die nahezu vollständige Sammlung enthält die Daten fast aller nach Liberia übersiedelten Personen sowie umfangreiches Aktenmaterial zur Landesgeschichte von Liberia und den USA.

## Publikationen der ACS
Die ACS hat als Herausgeberin der Monatszeitschrift The African Repository eine Vielzahl von Briefen, Berichten und Dokumenten zur Geschichte Liberias, Sierra Leones und der Vereinigten Staaten veröffentlicht, dieses Material ist für den Zeitraum ab 1821 bis Anfang der 1840er Jahre fast komplett bei Google Books recherchierbar.
- Edward Wilmot Blyden: Hope for Africa, Liberia’s offering: being addresses, sermons, etc. New York 1862, S. 167. (als Digitalisat bei Google Books)
- J.W. Lugenbeel: The republic of Liberia: its geography, climate, soil and productions, with a history of its early settlements. G.S. Stockwell, New York 1868, S. 299. (als Digitalisat bei Google Books)

## Persönlichkeiten der ACS
- Henry Clay (1777–1852), einflussreicher Politiker, Mitbegründer und erster Präsident der ACS
- Lott Carey (1780–1828), erster afro-amerikanischer Missionar (Providence Baptist Church), Gründer der ersten Kirchen und Schulen in Monrovia, Gouverneur der ACS 1828
- Joseph Jenkins Roberts (1809–1876), Kaufmann und Unternehmer,  Gouverneur der ACS und erster Präsident Liberias
- Bushrod Washington (1762–1829), Verfassungsrichter und Politiker, Mitbegründer der ACS
- Samuel Wilkeson (1781–1848), Bürgermeister der Stadt Buffalo (NY), General Agent (Geschäftsführer) der ACS seit 1838

## ACS-Kolonialagenten und Gouverneure in Liberia
| #                       | Name                   | Name                 | Amtsantritt          | Amtsende             | Dauer (Tage)         | Titel                |
| Cape Mesurado Colony    | Cape Mesurado Colony   | Cape Mesurado Colony | Cape Mesurado Colony | Cape Mesurado Colony | Cape Mesurado Colony | Cape Mesurado Colony |
| ----------------------- | ---------------------- | -------------------- | -------------------- | -------------------- | -------------------- | -------------------- |
| 1                       | Eli Ayers              | W                    | 15. Dez. 1821        | 25. Apr. 1822        | 131                  | Agent                |
| 2                       | Frederick James        | B                    | 25. Apr. 1822        | 4. Juni 1822         | 40                   | Agent                |
| 3                       | Elijah Johnson         | B                    | 4. Juni 1822         | 8. Aug. 1822         | 65                   | Agent                |
| 4                       | Jehudi Ashmun          | W                    | 8. Aug. 1822         | 2. Apr. 1823         | 237                  | Agent                |
| 5                       | Elijah Johnson         | B                    | 2. Apr. 1823         | 14. Aug. 1823        | 134                  | Agent                |
| 6                       | Jehudi Ashmun          | W                    | 14. Aug. 1823        | 15. Aug. 1824        | 367                  | Agent                |
| Colony of Liberia       |                        |                      |                      |                      |                      |                      |
| 7                       | Jehudi Ashmun          | W                    | 15. Aug. 1824        | 26. März 1828        | 1319                 | Agent                |
| 8                       | Lott Carey             | B                    | 26. März 1828        | 8. Nov. 1828         | 227                  | Agent                |
| 9                       | Colston Waring         | B                    | 8. Nov. 1828         | 22. Dez. 1828        | 44                   | Agent                |
| 10                      | Richard Randall        | W                    | 22. Dez. 1828        | 19. Apr. 1829        | 118                  | Agent                |
| 11                      | Joseph Mechlin, Jr.    | W                    | 19. Apr. 1829        | 27. Feb. 1830        | 314                  | Agent                |
| 12                      | John Anderson          | B                    | 27. Feb. 1830        | 12. Apr. 1830        | 44                   | Agent                |
| 13                      | Anthony D. Williams    | B                    | 13. Apr. 1830        | 4. Dez. 1830         | 235                  | Agent                |
| 14                      | Joseph Mechlin, Jr.    | W                    | 4. Dez. 1830         | 24. Sep. 1833        | 1025                 | Agent                |
| 15                      | George McGill          | B                    | 24. Sep. 1833        | 1. Jan. 1834         | 99                   | Agent                |
| 16                      | John B. Pinney         | W                    | 1. Jan. 1834         | 10. Mai 1835         | 494                  | Agent                |
| 17                      | Nathaniel Brander      | B                    | 10. Mai 1835         | 12. Aug. 1835        | 94                   | Agent                |
| 18                      | Ezekiel Skinner        | W                    | 12. Aug. 1835        | 25. Sep. 1836        | 44                   | Agent                |
| 19                      | Anthony D. Williams    | B                    | 25. Sep. 1836        | 1. Apr. 1839         | 1284                 | Agent                |
| Commonwealth of Liberia |                        |                      |                      |                      |                      |                      |
| 20                      | Thomas Buchanan        | W                    | 1. Apr. 1839         | 3. Sep. 1841         | 886                  | Gouverneur           |
| 21                      | Joseph Jenkins Roberts | B                    | 3. Sep. 1841         | 3. Jan. 1848         | 2313                 | Gouverneur           |

Quelle: Wikipedia (englisch)  Abkürzungen: W = Weißer; B = Afrikaner oder Kreole